# Усть-Долыссы
Усть-Долы́ссы — деревня в Невельском районе Псковской области России. Входит в состав Усть-Долысской волости в качестве её административного центра.

## География
Находится на берегу озера Долысского, в 23 км к северо-западу от города Невеля.

## История
История посёлка началась с почтовой станции, построенной в 1852 году на шоссе Опочка—Невель. Название образовалось от слова «усть» означающей устье реки и имени крупной деревни Долыссы, которая располагалась неподалёку, то есть произошёл перенос топонима. В 1928—1930 и 1952—1959 село было центром Усть-Долысского района.

## Население
| 2001 | 2002  | 2010 |
| ---- | ----- | ---- |
| 1237 | ↘1138 | ↘974 |

Численность населения по переписи 1989 года составляла 1347 человек, по оценке на январь 2001 года — 1237 человек.

## Экономика и инфраструктура
В деревне расположены следующие объекты инфраструктуры:
- Электроподстанция «Усть-Долыссы», входящая в систему сетей 35 кВ и обеспечивающая электроэнергией часть Невельского района;
- Хлебозавод;
- ОАО «Усть-Долысский»(закрыт);
- Усть-Долысский СДК;
- Усть-Долысская СОШ;
- Амбулатория (кабинет врача общей практики);
- Библиотека;
- Почтовое отделение;
- Четыре магазина Невельского райпо;
- Столовая
- Филиал Сбербанка.

Сотовая связь в деревне представлена четырьмя операторами: Мегафон, МТС, TELE2 и Билайн (не повсеместно).

## Транспорт
Через деревню проходит федеральная трасса Р23 Санкт-Петербург — Псков — Пустошка — Невель — Граница с Белоруссией, являющаяся частью Европейского маршрута E 95.

## Достопримечательности
- Здание почтовой станции (1852), в настоящее время — здание волостной администрации.
- Деревянная церковь Владимира равноапостольного, построенная в 1998 году.
- Воинское захоронение.
- Озеро Долысское — место отдыха и рыболовства.

## Известные жители
- В 1877—1887 годах в местном народном училище преподавал Иван Данилович Горбачевский.